# Kapitola třetí: Šťastné a veselé
Kapitola třetí: Šťastné a veselé (v anglickém originále Chapter three: Holly, Jolly) je 3. díl 1. řady amerického hororového seriálu Stranger Things. Scénář byl napsán Jessicou Mecklenburg a režíroval jej Shawn Levy. Měl premiéru dne 15. července 2016 na Netflixu společně s celou první řadou.

## Děj
Barbara „Barb“ Hollandová se ocitne ve světě „Vzhůru nohama“. Barb hledá Nancy, při čemž ji napadne Demogorgon, kterému se pokouší neúspěšně utéct. Joyce věří, že s ní Will mluví skrze žárovky. Hopper navštíví Hawkinsovu laboratoř, kde se snaží najít spojitosti s kusem nemocničního oděvu, který pátrací skupina při hledání Willa našla. V laboratoři mu ukážou záznamy, o kterých tvrdí, že jsou z noci, kdy Willa hledali. Hopper si ale pamatuje, že onu noc pršelo a že záběry nepocházely z noci, kterou chtěl vidět. Po tomto okamžiku začne vyšetřovat doktora Brennera a dozví se o jeho zapojení do projektu MKULTRA.
Steve objeví fotografie, které Jonathan fotil v den, kdy se u něj konal večírek a rozbije mu fotoaparát. Nancy si od Jonathana vezme některé fotografie, na kterých se nachází Barb. Vrátí se před Steveův dům, kde hledá Barb a v lese narazí na Demogorgona.
Joyce na zeď namaluje písmena abecedy s vánočními světýlky, skrze níž s ní Will komunikuje. Will odpoví na otázku, kde je „přímo tady“ a na otázku, co má dělat, odpoví „běž“. Chlapci požádají Jedenáctku, aby je dovedla k místu, kde je Will. Dorazí k lomu, kde je pátrací skupinou ve vodě nalezeno Willovo tělo.

## Ocenění
Za výkon v epizodě byla Shannon Purser, představitelka Barb, nominována na cenu Emmy za nejlepší herečku v hostující roli v dramatickém seriálu. David Klotz získal cenu Golden Reel Awards za „Nejlepší zvuk – televizní krátká forma – hudba“.